# Progressief Alternatief Steenwijkerland
Progressief Alternatief Steenwijkerland (PAS) was een lokale politieke partij in de Nederlandse gemeente Steenwijkerland. Het PAS was een samenvoeging van D66, GroenLinks en Gemeentebelangen. Voorman was Folkert Jellesma, die dat voorheen was van GroenLinks.
PAS kreeg bij de gemeenteraadsverkiezing van 2006 als nieuwe partij 2 zetels, één minder dan de drie fuserende partijen afzonderlijk hadden bij de vorige verkiezingen. De zetels werden ingenomen door Folkert Jellesma en Jannes Mulder. Ook bij de gemeenteraadsverkiezingen van 2010 behaalde PAS één zetel. D66 was toen weer met een eigen lijst uitgekomen, en behaalde eveneens 1 zetel. Bij de gemeenteraadsverkiezingen van 2014 deed de lijst niet meer mee. In 2018 deed ook GroenLinks zelfstandig mee.